# Desselgem
Desselgem is een dorp in de Belgische provincie West-Vlaanderen en een deelgemeente van de stad Waregem. Desselgem ligt enkele kilometers ten westen van Waregem-centrum, langs de rivier de Leie. Vlak aan de overkant van de Leie, verbonden met een brug, ligt het dorp Ooigem. Door toenemende verstedelijking is de kern van Desselgem naar die van de deelgemeente Beveren-Leie toegegroeid.

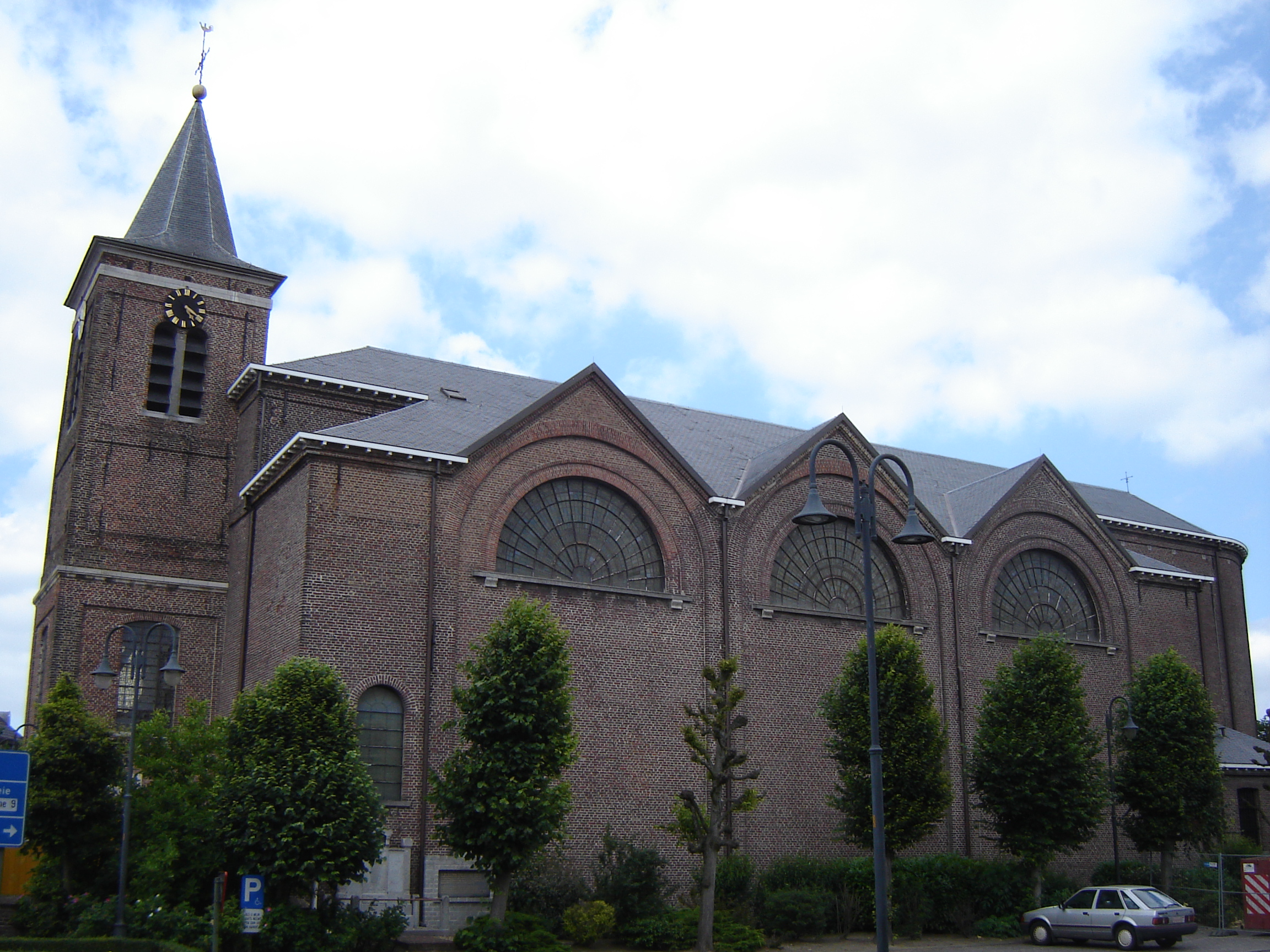
Sint-Martinuskerk

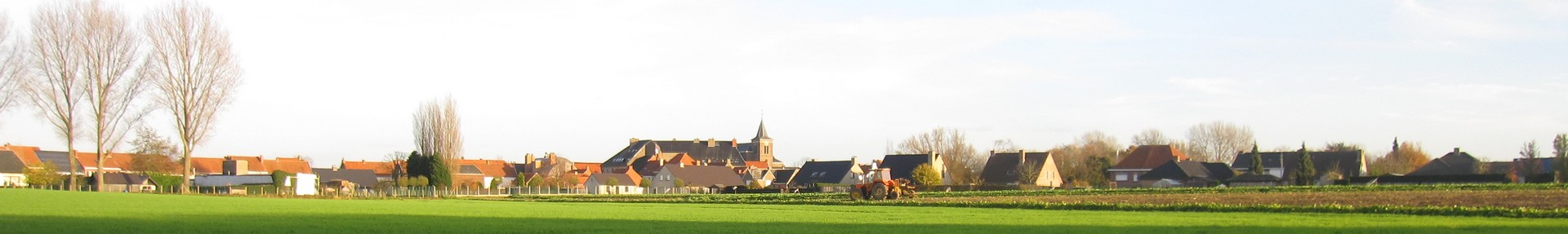
Het oude dorp van Desselgem

## Geschiedenis
De geschiedenis gaat terug tot de Frankische periode als landgoed van Thraswald (of Thrassald). De benaming Thrassaldingehem vervormde in de loop der eeuwen tot het huidige Desselgem.
Geschreven documenten gaan terug tot omstreeks 950, wanneer de Vlaamse graaf Arnulf de tot heerlijkheid uitgegroeide eigendom rond de hoeve schonk aan de Sint-Pietersabdij in Gent. Monniken vestigden zich in de hoeve, die sedertdien als Munkenhof bekend bleef. Van daaruit werd tot het einde van de 18e eeuw de Sint-Pietersheerlijkheid bestuurd die zich ook uitstrekte over Beveren-Leie en delen van het oude Waregem en Deerlijk. In de Hollandse periode en de eerste decennia na de Belgische onafhankelijkheid bleef de centrumfunctie van Desselgem nog enigszins zichtbaar als hoofdplaats van militair kanton Desselgem-Waregem, waar dan bv. de lotingen voor militaire dienst doorgingen. 
Economisch was Desselgem tot de jaren 1950 belangrijk voor zijn vlasmarkt. De bloei van de vlasindustrie was een belangrijke drijfveer voor de aanleg omstreeks 1870 van de intergemeentelijke steenweg tussen Oostrozebeke en Deerlijk-St.Lodewijk met de aanleg van de Leiebrug tussen Desselgem en Ooigem als voornaamste bouwwerk. In diezelfde periode kreeg Desselgem ook zijn halteplaats langs de spoorlijn Gent-Kortrijk met goederenstation, dat in het vlasseizoen zorgde voor het transport van tientallen vlaswagons per week.
Op 1 april 1977 verloor de gemeente haar autonomie bij de fusie met Waregem, samen ook met Beveren-Leie en Sint-Eloois-Vijve. In de aanloop van de fusie-operatie waren er in 1972-73 nog plannen om Desselgem als hoofdgemeente te laten optreden in een mogelijke fusie met Beveren-Leie, Ooigem en Bavikhove. Een laatste poging om samen met Beveren-Leie tot Munkenhove samen te smelten werd niet weerhouden. 
Bij de grenscorrectie tussen Wielsbeke en Waregem claimde Ooigem-Wielsbeke het gebied rond het Munkenhof, dat sedert de rechttrekking van de Leie eind 1976 op een eiland kwam te liggen tussen de oude Leiearm en de nieuwe gekanaliseerde rivier. Het gebied, dat als oorsprong mag gezien worden van Desselgem, kwam door de rechttrekking aan de andere kant van de Leie te liggen en heeft vanuit Desselgem nog enkel verbinding met het Oude Desselgem via de nabijgelegen Leiebrug. Uiteindelijk werd de grenscorrectie in 2000 goedgekeurd met behoud van het Munkenhof bij Desselgem-Waregem.

## Demografische ontwikkeling
- Bronnen:NIS, Opm:1831 tot en met 1970=volkstellingen; 1976 = inwoneraantal op 31 december

## Bezienswaardigheden
- Sint-Martinuskerk
- Monument Leiebrug
- Munkenhof

## Natuur en landschap
Desselgem ligt in de vallei van de Leie, en de hoogte varieert tussen 10 en 18 meter. 

## Politiek
Desselgem had een eigen gemeentebestuur en burgemeester tot de fusie van 1977. Burgemeesters waren:
- 1801-1813 : Joannes Franciscus Verhaeghe (voorheen baljuw)
- 1815-1820 : Jacobus Carolus Verhaeghe
- 1820-1822 : Jean-Baptiste Lefevre
- 1822-1828 : Jacobus Carolus Verhaeghe
- 1829-1855 : Karel Verhaeghe
- 1855-1878 : Constant Verhaeghe
- 1878-1908 : Henri Vanhoutte
- 1909-1912 : Leo Verbeke
- 1912-1915 : Jan Vanhoutte
- 1915-1921 : Jan Callu
- 1921-1946 : Henri Debrabandere
- 1947-1964 : Georges Coornaert
- 1965-1976 : Germain Algoet

## Sport
In 2010 was Desselgem Dorp van de Ronde. In Desselgem wordt sedert 1941 jaarlijks de GP Briek Schotte (lokaal bekend onder de naam Desselgem Koerse) gereden. De plaatstelijke voetbalploeg heet Koninklijk white star desselgem en speelt in het Leiestadion

## Nabijgelegen kernen
Ooigem, Beveren, Molenhoek, Waregem